# تپه سخس‌آباد ۱
تپه سخس آباد ۱ مربوط به دوران‌های تاریخی پس از اسلام است و در شهرستان بوئین‌زهرا، بخش شال، دهستان زین‌آباد، روستای سخس‌آباد واقع شده و این اثر در تاریخ ۱۰ مهر ۱۳۸۰ با شمارهٔ ثبت ۴۱۱۵ به‌عنوان یکی از آثار ملی ایران به ثبت رسیده است.